# UNAMIR
Главни участници в геноцида в Руанда са племената хуту и тутси, RPF – Патриотичният фронт на Руанда (Rwandan Patriotic Front), Националните въоръжени сили на Руанда FAR (Rwandan Armed Forces), и ООН чрез своята Мироопазваща мисия в Руанда (United Nations Assistance Mission for Rwanda).
Мисията на ООН за осъществяване на договореностите от Mирния договор от Аруша, подписан на 4 август 1993 г., с които се слага край на Гражданската война в Руанда, се провежда между октомври 1993 г. и март 1996 г. Основната дейност е посредничество за мирни преговори между правителството на Хуту и опозицията начело с тутси и Патриотичният фронт на Руанда (RPF). На мисията UNAMIR на ООН е обърнато голямо внимание за свършеното или по-точно несвършеното по време на геноцида в Руанда. Мисията е смятана за огромен провал.
От първоначалното си разполагане до оттеглянето си мироопазващата мисия на ООН по-скоро е догонваща събитията. Първоначално целта на мисията е да подпомага осъществяването на мирен процес, който обаче не е посрещнат добре от всички политически представители в страната. Така при повторното започване на гражданската война, слабовъоръжените сили на UNAMIR нито имат техническата възможност, нито им е даден мандат от Съвета за Сигурност да отговорят на агресията. След решение за изпращане на допълнителни въоръжени сили в Руанда изминават няколко месеца в търсене на батальони и организацията по въоръжаването и изпращането им. Което се оказва достатъчно, за да може избиването на цивилни в Руанда да е безпрепятствено. По времето на пристигане на допълнителните военни сили, гражданската война е в края си.

## Пътят към геноцида
През октомври 1990 г. бунтовнически групи преминават северната граница с Уганда и навлизат в Руанда. Това събитие дава и началото на Гражданската война в Руанда. RPF е съставен от над 4000 войника, повечето наследници на бежанци от племето Тутси, избягали от етническото прочистване в Руанда между 1959 г.-1963 г. Както само се описва, RPF е демократично, мултиетническо движение, което се бори за прекратяване на етническата дискриминация, икономическото разграбване на държавата от правителствените елити и подобряване на сигурността с цел да се прекрати бежанската вълна. Подкрепяна е от правителството на Йовери Мусевени в Уганда, който идва на власт след Ugandan Bush War с помощта на бежанците от Руанда.
Но FAR Rwandan Armed Forces, Националните въоръжени сили на Руанда, водени от президента Ювенал Хабрияма, имат подкрепата на Франция и Заир в битката с бунтовниците.
Обявената като защита на националните интереси френска намеса чрез 2 парашутни формации всъщност успява да спре похода на RPF към столицата Кигали. Абсолютно противоположна е реакцията на Белгия, бивша колониална сила. Тя спира подкрепата си за режима на Хабяримана, за което е обвинена, че изоставя страната. Осуетената от френските части мисия на RPF води до унижителното им изтегляне обратно към планините Вирунга, близо до границата.
Но RPF успява да запази контрол над запасите от сребро в северните части на страната, от където и продължава да прави внезапни нападения. Генерал-лейтанант Ромео Далер отбелязва, че бунтовниците надделяват в битките поради своята подготовка, опит, мобилност, морал и дисциплина.
Все пак инвазията на RPF, породила настаняването на над 600 000 души в лагери, също така радикализира народа на Хуту. Цивилните Тутси в Руанда, около 14% от населението, са набедени за съучастници в зверствата и етикетът „хлебарки“ става част от тяхното ежедневие. Пропагандата срещу Тутси успява да разпространи статия в списание Kangura. Разкрито е, че първите планове за масови убийства на Тутси са разработени още в края на 1990 г., най-вече в резултат на тайни срещи в Gisenyi.
Поредица от примирия за прекратяване на огъня са подписани между RPF и правителството, включително това, сключено на 22 юли 1992 г. в Аруша, Танзания, чийто резултат е Организацията за африканско единство.
Преговорите за примирие в Аруша са прекъснати от широкообхватно нападение в началото на февруари 1993 г. Руанда продължава да заявява твърдо, че съществува връзка между RPF и правителството на Уганда, но те отричат. В резултат и двете държави изпращат писма до Съвета за сигурност на ООН (United Nations Security Council), с молба военни наблюдатели да бъдат разположени, за да извършат мониторинг дали се извършва трафик на оръжия през границата между двете страни.
В резултат ООН одобрява мисията United Nations Observer Mission Uganda-Rwanda UNOMUR на 22 юни 1993 г. за разполагане на наблюдатели на територията на Уганда. Генералният секретар на ООН Бутрос Бутрос-Гали обявява, че Генерал Далер ще бъде главнокомандващ на мисията.
Същевременно разговорите в Аруша са подновени на 16 март 1993 г., като е подписано споразумението известно като Arusha Accords, подробно споразумение, което създава правителство с поделена власт на 4 август 1994 г. Както RPF, така и правителстово на Руанда настояват за намеса на ООН за изпълнение на споразуменията.

## Начало
Операция UNAMIR стартира на 5.10.1993 г. чрез резюлюция 872 на Съвета по сигурност към ООН. Мандатът ѝ включва осигуряване сигурността на главния град Кигали, където се намира и щаб-квартирата на мисията, мониторинг на сключените мирни договорености, в това число създаване на разширена демилитаризирана зона, осигуряване на мирно приключване на мандата на временното правителство, участие в разчистването на територията на страната от мини и координацията на хуманитарната помощ оказвана на населението на Руанда.
Общо 2500 миротворци са разположени, но отнема повече от 5 месеца, за да се достигне тази цифра. В началните етапи на мисията около 400 от войниците са осигурени от Белгия, въпреки че Руанда е бивша белгийска колония и ООН, по принцип, не позволява бивша колониална сила да участва в подобни мироопазващи мисии. Заедно с Белгия, най-големи групи миротворци са изпратени от Гана, Тунис, Бангладеш и Канада.
До края на 1993 г. и двете враждуващи страни показват желание да се придържат към Примирието от Аруша като затвърждават това като сформират ново, широко коалиционно правителство до края на 1993 г.
Започналите кавги между партиите забавят постигането на целта на UNAMIR да спомогне за формиране на преходно правителство след встъпването в длъжност на президента Ювенал Хабяримана на 5 януари 1994 г. Яростните сблъсъци, последвали избирането му, включително убийствата на 2 важни политически фигури и засада, устроена за конвой миротворци, налагат започването на отбранителни действия на мисията. UNAMIR все пак оказват подкрепа на военните и цивилни власти в Руанда, докато ООН продължава да оказва натиск над президента Хабяримана и RPF да се върнат към идеите застъпени в Споразуменията от Аруша.
На 5.04.1994 г. ООН гласува да удължи мандата на мисията до 29 юли 1994 г. след като изразява дълбоката си загриженост относно сигурността в страната и закъснялото избиране на коалиционно правителство.

### Проблеми на мисията
С одобрението на Съвета за Сигурност към ООН първоначално се разполагат 2548 военни, сред тях 2217 войници, 331 военни наблюдатели и 60 цивилни полицаи. Последвалите събития налагат изпращането на няколко пъти на подкрепления. Най-многочислената военна помощ е разрешена чрез резолюция 918 от 17 май 1994 г. – 5500 души военен персонал, включващи 5000 войника, 320 военни наблюдатели и 90 цивилни полицаи. Групи от войници и наблюдатели са разположени в 6 зони – североизточна, югоизточна, южна, югозападна, северозападна и в столицата Кигали.
В периода юни 1995 г. до март 1996 г. в Руанда са изпратени нови над 5000 войника, 800 военни наблюдатели и 240 цивилни полицаи. В резултат от военните действия между силите на ООН и бунтовниците, от страна на ООН има 27 жертви:
| военни наблюдатели       | 3  |
| военен персонал          | 22 |
| цивилни полицаи          | 1  |
| местни служители на реда | 1  |

Нетният разход за цялата продължителност на мисията е 453,9 милиона щатски долара.
Има няколко насоки, в които мисията на ООН показва слабости. Мандатът на мисията в Руанда не е достатъчно гъвкав, за да отговори на предизвикателствата. Заложените тогава правила са ограничавали мисиите до точни и ясни цели, без да взимат предвид възможните допълнителни проблеми относно използването на сила при нужда. След края на войната, UNAMIR вече имат военното, техническото и логистично осигуряване за възстановавянето на страната, но не и мандат за да го направят.
Друг голям проблем на мисията е липсата на адекватна информация за обстановката и нейния анализ. Липсват кадри, които да събират, анализират и разпространяват информация от и към противниците.
След даването на мандат на мисията с резолюция 872 през 1993 г. започва изграждането на първия батальон, но само Белгия успява да предостави 400 войника. Впоследствие, след продължителни преговори, Бангладеш изпраща 400 войника. В разгара на геноцида капацитетът на мисията е намален до 444 военнослужещи, които имат право да защитават цивилните само в определен периметър на действие, без право да напускат границите на тази зона. В случай на атака срещу силите на ООН, тяхната обезпеченост с амуниции, гориво, храна и лекарства е изключително слаба. Не е осигурена дори линейка. В тези условия, дори при желание от страна на мисията, тя няма нужните ресурси за нападение.
В отговор на геноцида на 17 май 1994 г. Съвета за сигурност приема резолюция 918, с която увеличава войниците в мисията UNAMIR до 5500. Този мандат е даден, за да може мисията да подпомогне бежанците и цивилните, както и възстановяването на страната. Но съществува проблем с намирането на желаещи страни да предоставят войници за това увеличение на контингента. Само африкански и 4 страни извън Африка желаят да изпратят свои войски, но като цяло армиите им са зле осигурени и биха били необходими огромни средства, за да може да се въоръжат, технически и логистически да се подсигурят войниците.
Липсата на координация и ясна йерархия в командването водят до дълги забавяния относно взимането на стратегически решения. Поради тези причини мисията е смятана от международната общност за провал.

## Геноцидът
На 6.04.1994 г., самолетът, в който се возят президентите на Руанда и Бурунди, е свален в близост до Кигали. Това събитие води до колапс на нестабилния мир в Руанда и започва геноцид сред населението с между 800 000 и 1 017 000 жертви от Тутси и Хуту за по-малко от 100 дни.
Сред първите жертви на геноцида са министър-председателят Agathe Uwilingiyimana и 10 белгийски войника. Тези войници са убити след като са предали оръжияа си на военните от правителството на Руанда. Посъветвани са да направят това от командира на батальона, който не е бил наясно дали войниците са имали право да отвърнат на огъня под който са били повече от 2 часа. Има неразбиране относно тълкуването кога може да се използва сила от мироопазващите войници в UNAMIR.
Изплашени от смъртта на войниците и запознати със случилото се със САЩ в Могадишу, Сомалия, белгийските власти бързо отзовават своя контингент, участващ в мисията UNAMIR. След изтеглянето и на други национални контингенти, мисията остава с едва 270 войника, подкрепени от по-малко от 200 местни. Генерал-лейтанант Далер, въпреки заповедите да се изтегли от Кигали, отказва да напусне държавата по време на геноцид и заявява, че ще води останалите налични сили.
С намален брой и без подкрепа UNAMIR успява да направи каквото ѝ е по силите в този състав. Членовете на мисията успяват да спасят живота на стотици Тутси в и около Кигали и в областите под контрол от ООН. Генерал Далер иска незабавно включване на 5000 войника, но желанието му е отхвърлено.
През следващите 6 седмици, UNAMIR координира мирните преговори между правителството на хуту и RPF. На 17 май 1994 г. Съвета за сигурност на ООН приема резолюция, чрез която 5500 войника и оборудване ще станат част от мисията. Въпреки това решение, все още съществуват различни интерпретации по отношение на тълкуването за използване на военна сила за спиране на геноцида.
Поради хаоса в Руанда, много държави от ООН забавят изпращането на персонал, докато основната вълна убийства не преминава.
През юли 1994 г. RFP навлиза в Кигали и слага край на геноцида продължил 100 дни, и лидерът на RPF Пол Кагаме (избран за президент няколко години по-късно и все още действащ президент, но реално контролирал страната от юли 1994 г.) потвърждава своето обвъзване с договореностите от Аруша.
През август 1994 г. подложеният на огромен стрес генерал Ромео Далер е заменен от друг канадски командир Guy Tousignant, който от своя страна е сменен от индийски представител през декември 1995 г.
След края на основната вълна убийства, главните предизвикателства пред мисията на UNAMIR и множеството неправителствени организации, пристигнали в Руанда, е да крепят крехкия мир, да стабилизират правителството и най-вече да се грижат за близо 4 милиона души, намиращи се в бежански лагери в Руанда, Заир, Танзания, Бурунди и Уганда. Огромните лагери около езерото Киву и в северозападната част на Руанда побират 1.2 милиона души, а това създава огромни проблеми за сигурността и здравето на бежанците, както и за екологията на района.
След късното пристигане на така нужните военни подкрепления, UNAMIR продължава своя мандат. През 1996 г. мисията е изтеглена от ООН, поради определянето ѝ като провал от новото правителство на Руанда. Крайното изтегляне на мисията е на 8.03.1996 г.
Въпреки провала на UNAMIR в постигане на основната цел на мисията, оказаната хуманитарна помощ по време на геноцида през 1994 г. успява да спаси живота на хиляди умерени тутси и хуту, които в противен случай щяха да станат жертви на терора. Въпреки това, действията на ООН в Руанда (и по-точно на отговарящия за мироопазващите мисии по това време Кофи Анан) често се използват от анализатори като пример за силно бюрократизирания и колеблив подход на ООН (ген. Далер в частност отправя силни критики към работата на Анан).
Страните, които подпомагат UNAMIR с войски по време на мисията са:
- Аржентина
- Австрия
- Белгия
- Бангладеш
- Бразилия
- Канада
- Чад
- Демократична република Конго
- Джибути
- Египет
- Етиопия
- Фиджи
- Германия
- Гана
- Гвинея
- Гвинея-Бисау
- Гвиана
- Индия
- Йордания
- Кения
- Малави
- Мали
- Холандия
- Нигер
- Нигерия
- Пакистан
- Полша
- Румъния
- Русия
- Сенегал
- Словакия
- Испания
- Швейцария
- Того
- Тунис
- Великобритания
- Уругвай
- Замбия
- Зимбабве

Ген. Далер е първият, който получава Aegis Trust Award за проявената смелост, но сянката на провалената мисия продължава да виси над него. Той извършва опит за самоубийство, след като лечението на поставената му диагноза „посттравматично стресово разстройство“ се оказва неуспешно. Ген. Далер е освободен от служба с медицински мотиви.
В периода 2004 – 2005 той е член на „Центъра Кар“ (Carr Center for Human Rights Policy) в Харвард, където изучава политиката и правата на човека, както и различните методи за разрешаване на конфликти. На 25 март 2005 г. като член на Либералната партия в Канада, той е избран за сенатор и представлява Квебек. Работи в комитета за човешките права и открито споделя за своя опит и преживявания, свързани с геноцида в Руанда, посттравматичното стресово разстройство (PTSD) и опита за самоубийство.